# Eromidia
Eromidia là một chi bướm đêm thuộc họ Erebidae.